# 香港專業聯盟
香港專業聯盟（Hong Kong Coalition of Professional Services）是香港的一個非牟利機構，主席兼發起人是香港測量師學會前會長劉炳章、副主席是香港會計師公會前會長區嘯翔，聯盟旨在推廣香港的專業服務，促進香港與內地及海外的交流，並提升香港專業人士的整體形象及競爭力。
香港專業聯盟由香港的十個專業團體共同創立，包括:
- 香港會計師公會
- 香港建築師學會
- 香港大律師公會
- 香港牙醫學會
- 香港工程師學會
- 香港園境師學會
- 香港律師會
- 香港醫學會
- 香港規劃師學會
- 香港測量師學會

在2010年，聯盟增加了香港特許秘書公會為會員團體，會員團體至今合共十一個。

## 外部參考
1. ↑  理事會 的存檔，存档日期2012-10-28.

## 外部連結
- 香港專業聯盟 （页面存档备份，存于）